# Abdoulaye Wouyack Marava
Abdoulaye Wouyack Marava, né en 1957 à Mofolé, Mokolo, est un administrateur civil et homme politique camerounais. Il est élu sénateur pour la région de l'Extrême-Nord à l'issue des premières sénatoriales en 2013 et réélu aux élections de 2018.
Il occupe le poste de questeur au sein du bureau du Sénat depuis mars 2018.

## Biographie
Wouyack Marava Abdoulaye est né en 1957 à Mofolé, une localité située dans la commune de Mokolo, dans le département du Mayo-Tsanaga dans la région de l’Extrême-Nord Cameroun.

### Études
Il fait ses études secondaires au lycée de Ngaoundéré puis au lycée de Maroua où il obtient son baccalauréat. Il est admis à l’école nationale d’administration et de magistrature (ENAM) d’où il sort administrateur civil en 1980.

### Carrière professionnelle
En 1980, il est nommé chef du personnel au ministère de la santé publique, ensuite conseiller aux affaires sociales et culturelles dans les services du gouverneur de la région du Sud. En 2007, il est nommé conseiller technique numéro un auprès du ministre délégué à la présidence chargé du contrôle supérieur de l’État.

### Carrière politique
En 2011, il est nommé membre titulaire du Comité central du Rassemblement Démocratique du Peuple Camerounais (RDPC) et chargé de mission au comité central du RDPC. À la suite des élections sénatoriales de 2013, il est élu sénateur de la région de l’Extrême-Nord. Il est réélu pour la seconde législature au terme des élections sénatoriales du 25 mars 2018.
À la faveur du renouvellement du bureau du Sénat tenue le samedi 3 mars 2018, il occupe le poste de questeur au bureau du sénat. En 2021, il est membre de la commission régionale de l’Extrême-Nord pour le renouvèlement des organes de base.